# Прядь о гренландцах
Прядь о гренландцах (др.-сканд. Grœnlendinga þáttr) или Повесть о Эйнаре Соккерсоне  (др.-сканд. Einars Þáttr Sokkasonar) — исландская прядь, известная из книги с Плоского острова, датированная началом XII века. Повесть посвящена событиям на острове Гренландия между 1124 и 1133 годами.

## Сюжет
Согласно повести, в 1125 году  поселенцы из Гренландии послали миссию во главе с Эйнаром Соккасоном попросить норвежского короля Сигурда I Крестоносца основать епископскую кафедру в Гренландии. Король согласился и отправил на место епископа священника Арнальда.